# Манчестер (Миннесота)
Манчестер (англ. Manchester) — город в округе Фриборн, штат Миннесота, США. На площади 0,2 км² (0,2 км² — суша, водоёмов нет), согласно переписи 2002 года, проживают 81 человек. Плотность населения составляет 351,4 чел./км².
- Телефонный код города — 507
- Почтовый индекс — 56007
- FIPS-код города — 27-39716[1]
- GNIS-идентификатор — 0647432[2]